# Plesch János

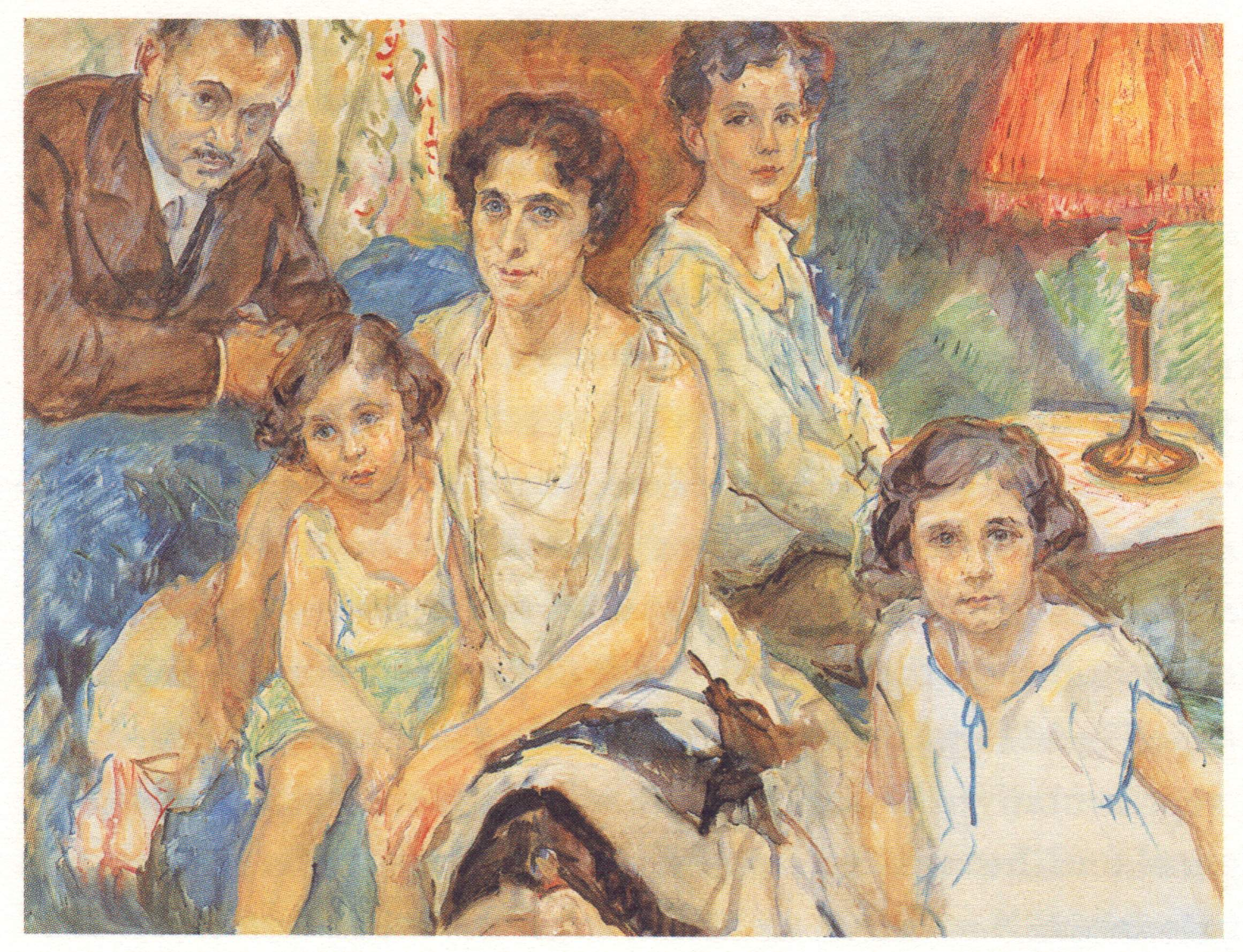
Max Slevogt festménye Plesch János családjáról

Plesch János, teljes nevén Plesch Oszkár János (Budapest, 1878. november 18. – Beverly Hills, 1957. május 28.) író, fürdőorvos, belgyógyász, orvos, Plesch Árpád (1889–1974) bátyja.

## Életpályája
Magyar orvos és tudós családból származott. Apja, Plesch Lajos (1852–1908) kereskedő, anyja, Seligmann Honoria (1848–1917) volt, egy újpesti orvos lánya. Apai nagynénje révén, aki Feld Zsigmondhoz ment nőül, unokatestvérei voltak Feld Irén, Feld Mátyás és Föld Aurél.
Nagybátyja háztartásában nőtt fel Újpesten, aki átvette nagyapja orvosi rendelőjét. Már négy és fél évesen iskolába járt az idősebb testvérével együtt. Tizenhat évesen kezdte meg orvosi tanulmányait a Budapesti Tudományegyetemen. Bár a harmadik félévben már anatómia demonstrátorként dolgozott, érdeklődése elsősorban az élettan és a patofiziológia felé irányult. Tanulmányútjai Bécsbe, Berlinbe és Olaszországba vezették. 1900-ban doktorátussal fejezte be tanulmányait a Királyi Magyar Tudományegyetemen, és asszisztensi állást vállalt Hermann Brehmer akkoriban világhírű tuberkulózis-szanatóriumában, a sziléziai Görbersdorfban.
Görbersdorfban Julius Richard Petri, a Petri-csésze feltalálója mellett alapos bakteriológiai és laboratóriumi technikusi képzést kapott. 1901-ben Strasbourgba ment Bernhard Naunynhoz, a kísérleti klinikai orvostudomány egyik vezető képviselőjéhez. Innen Párizsba költözött Henri Becquerel fizikushoz azzal a feladattal, hogy a Marie és Pierre Curie házaspár laboratóriumában megismerje a radioaktivitás új területét. A klinikai orvoslás mellett Strasbourgban különösen a patológiai anatómia (Friedrich von Recklinghausen), a farmakológia (Oswald Schmiedeberg) és a biokémia (Franz Hofmeister) iránt érdeklődött.
1903-ban Berlinbe költözött, hogy a Charité II. orvosi klinikáján Friedrich Kraus vezetésével és a Mezőgazdasági Egyetemen Nathaniel Zuntz (1847–1920) állatfiziológus laboratóriumában tökéletesítse továbbképzését.
Hét évig dolgozott a hemodinamikáról szóló monográfián (1909), amely széles körű elismerést és a német Approbationt ("tudományosan igazolt eredmények") hozta meg számára. 1910-ben magántanárként habilitált a berlini Friedrich Wilhelms Egyetemen. Ugyanebben az évben megkapta a német állampolgárságot. Már 1909-ben áttért a zsidó hitről a katolikus hitre. 1917-ben a belgyógyászat címzetes professzorává nevezték ki (1921-ben docensi kinevezést kapott).
1912–1933 között a berlini katolikus Franziskus kórház belgyógyászati osztályát vezette. Ezzel párhuzamosan egy központi helyen praxist vezetett.
Az első világháború kitörésekor, 1914-ben bevonult a német hadseregbe, először Berlinben, majd különböző frontokon tanácsadó orvos volt.
Aktívan részt vett Berlin kulturális, politikai és tudományos életében az 1920-as években. Ismert festők (Max Liebermann, Max Slevogt, Emil Orlik, Oskar Kokoschka), színházi és filmes emberek (Alfred Kerr, Max Reinhardt, Elisabeth Bergner, Marlene Dietrich), zenészek (Fritz Kreisler, Yehudi Menuhin, Toscanini), politikai hírességek (Emil Rathenau, II. Wilhelm) és tudósok (Paul Ehrlich, Fritz Haber, Albert Einstein) tartoztak ismerősi és baráti köréhez. Albert Einstein (1879–1955) egy ideig a vidéki birtokán, a gatowi Villa Lemmben élt és dolgozott. Számos utazást tett, 1913-ban Dél-Amerikába, 1924-ben az Egyesült Államokba, 1928-ban Kelet-Európába és Oroszországba.
A nemzetiszocialisták hatalomra kerülése után zsidó származása miatt fokozott zaklatásnak és elnyomásnak volt kitéve. Ezután 1933 májusában Nagy-Britanniába utazott, ahol ismét orvosi vizsgákat kellett tennie, és 1934-ben megszerezte az angol orvosi engedélyt, majd 1934-ben nagyméretű magánpraxist nyitott a szívbetegek számára. Ugyanakkor patológusként dolgozott a londoni Szent György Kórházban és a VII. Edward Kórházban.
Diplomáciai körök segítségével át tudta vinni vagyonát Nagy-Britanniába, és ott Aylesburyben, egy vidéki kastélyban telepedett le. 1939-ben megkapta a brit állampolgárságot.
Még emigrációja után is szembesült a náci rezsim (szimbolikus) zaklatásaival: 1933 novemberében Németországban hivatalosan megfosztották tanári engedélyétől. 1940 tavaszán a nemzeti szocialista rendőri szervek államellenségnek minősítették, és a Birodalmi Biztonsági Főhivatal felvette a Sonderfahndungsliste G.B.-re, azon személyek listájára, akiket a Brit-sziget sikeres megszállása és a Wehrmacht általi elfoglalása esetén a megszálló erőket követő SS-kommandóknak kiemelt prioritással kellett felkutatniuk és letartóztatniuk.
Angliában rendszeresen publikált tudományos folyóiratcikkeket, valamint két monográfiát a szív- és érrendszeri betegségekről (1937) és az artériás magas vérnyomásról (1947). 1947-ben bemutatta önéletrajzát is, amelyben olyan személyiségekkel való kapcsolatairól számolt be, mint Albert Einstein, Oskar Kokoschka, Wilhelm Furtwängler, Alfred Kerr és John Maynard Keynes. Ez nagy sikert aratott: bestseller lett, és több nyelvre lefordították.
1952-ben jelentette meg Rembrandt van Rijn munkásságáról szóló monográfiáját, amely jelentősen kibővítette a festő művészettörténeti látásmódját: itt azt az elméletet állította fel, hogy minden valódi Rembrandt-festményen az összképben szereplő másodlagos, árnyék, kísérő, keret, komplex és integratív képek (arcok, maszkok stb.) asszociatív-intuitív szemlélettel megtalálhatók.
A Finn Tudományos Akadémia (1933) és a Royal Society of Medicine (1934) tagja volt, 1951-ben Svájcba, Montreux közelébe költözött.

### Munkássága
Kutatóként rendkívül sokoldalú volt, Vowinckel és más kutatók eredetinek nevezik. Kedvenc területe a patofiziológia volt. Már 19 éves korában új ütőhangszeres módszert javasolt a középső ízületben derékszögben behajlított ujjal. 1902-től kezdve a radioaktivitás biológiai és patológiai hatásaival foglalkozott. Új módszert dolgozott ki a törések diagnosztizálására (1903), felismerte a gázelemzés fontosságát a kísérleti élettanban (1906), leírta a klinikai vérmennyiség meghatározására szolgáló kromofotométert (1907), és monográfiát publikált a hemodinamikai vizsgálatokról (1909). Kifejlesztett egy készüléket a funkcionális hemoglobin-meghatározásra, a dugattyús ékhemoglobinométert (1910), röntgensugaras módszerrel kimutatta a perikardiális exsudátumokat (1913), és publikált a caisson-kór patogeneziséről és megelőzéséről.
1922–1929 között találta fel a tonoszcillográfot, az első használható és gyakorlatias, oszcillációs elven alapuló klinikai vérnyomásmérésre szolgáló készüléket, amelyet sorozatgyártásig fejlesztett, és 1930-ban került piacra. Tonoszcillográfja nyomás-térfogat görbéket adott, amelyek azért voltak feltűnőek, mert ívben rögzítették őket. A készülék hátrányai a mozgó alkatrészek nagy tehetetlenségi nyomatéka, a centrifugálás által torzított impulzusképek és a rezgések csak durva rögzítése voltak.
A vérnyomás, az érelmeszesedés és a szívbetegségek továbbra is szakterülete maradt. Klímakúrákat ajánlott, diétás kezeléseket tervezett, és rámutatott az érelmeszesedés és a hiperkoleszterinémia közötti összefüggésre.

## Családja
1914-től felesége Melanie Gans (1884–1954) volt, aki a frankfurti Cassella festékgyárat vezető három testvér egyike, Adolf Gans iparmágnás 5 lányának egyike volt. Két fiuk (Peter Hariolf és Andreas Odilo) és egy lányuk (Dagmar Honoria) született. Az idősebbik fiú, Prof. Dr. Peter H. Plesch a Stuffordshire-i Keele Egyetem (Egyesült Királyság) fizikai kémia professor emeritusa és Daniel Plesch, a BASIC igazgatójának édesapja.

## Művei
- Ueber ein verbessertes Verfahren der Perkussion. Münchn Med Wochenschr 49 (1902)
- „Der Kolbenkeilhämoglobinometer“, ein neuer Apparat zur funktionellen Hämoglobinbestimmung. Münchn Med Wochenschr 58 (1910)
- Ueber die klinische Methode und die Ergebnisse der Blutmengenbestimmung im lebenden Organismus. Dtsch Ges Inn Med (Verh.) 24 (1910)
- „Graphotonometer“, ein neuer selbstregistrierender Blutdruckapparat. Dtsch Ges Inn Med (Verh.) 34 (1922)
- Die Herzklappenfehler einschließlich der allgemeinen Diagnostik, Symptomatologie und Therapie der Herzkrankheiten, in: Friedrich Kraus, Theodor Brugsch: Spezielle Pathologie und Therapie innerer Krankheiten (Berlin, 1925)
- „Tonoszillograph“ ein Apparat zur klinischen Blutdruckbestimmung. Dtsch Ges Inn Med (Verh.) 41 (1929)
- Tonoszillographische Blutdruckmessung und die Deutung der Blutdruckkurve, in: Emil Abderhalden: Handbuch der biologischen Arbeitsmethoden (1931)
- Physiology and Pathology of the Heart and Blood-Vessels (London, 1937)
- Blood Pressure and its Disorders (1944)
- Blood Pressure and Angina pectoris (London, 1947)
- János, The Story of a Doctor London (1947) (Übersetzung: János. Ein Arzt erzählt sein Leben München 1949)
- Rembrandt im Rembrandt (Basel, 1952)

## Fordítás
- Ez a szócikk részben vagy egészben  a   János Plesch című német Wikipédia-szócikk ezen változatának fordításán alapul.  Az eredeti cikk szerkesztőit annak laptörténete sorolja fel. Ez a jelzés csupán a megfogalmazás eredetét és a szerzői jogokat jelzi, nem szolgál a cikkben szereplő információk forrásmegjelöléseként.